# Dedulești (okręg Buzău)
Dedulești – wieś w Rumunii, w okręgu Buzău, w gminie Topliceni. W 2011 roku liczyła 883 mieszkańców.